# Tomorrow (Gianluca Bezzina)
Tomorrow is een single van de Maltese zanger Gianluca Bezzina. Het was de Maltese inzending voor het Eurovisiesongfestival 2013 in Malmö, Zweden. Bezzina behaalde ermee de achtste plaats. Het nummer is geschreven door Boris Cezek en Dean Muscat.